# Combretum latialatum
Combretum latialatum är en tvåhjärtbladig växtart som beskrevs av Adolf Engler och Diels. Combretum latialatum ingår i släktet Combretum och familjen Combretaceae. Inga underarter finns listade i Catalogue of Life.